# Semi-détaché
Pour les articles homonymes, voir Semi-détaché (homonymie).
Semi-détaché est une série télévisée humoristique québécoise en 64 épisodes de 25 minutes diffusé entre le 31 août 1987 et le 13 avril 1989 sur le réseau TVA, et rediffusée à partie de l'été 2007 sur Prise 2.

## Synopsis
« Semi-détaché » raconte les amours et les querelles de deux familles, les Lecavalier et les Cavalieri, qui partagent un semi-détaché à Saint-Léonard.

## Fiche technique
- Scénarisation : Christian Bédard (Bible et 48 épisodes) Jean-Pierre Liccioni  (16 épisodes)
- Consultants : Marco Micone, Vincent Glorioso, Laurent Gagliardi, Bernard Martineau, Francisco Moscato
- Réalisation : Roger Legault et Jean-Louis Sueur
- Société de production : Télé-Métropole

## Distribution
- Alpha Boucher : Jean-Charles Lecavalier
- Roberto Medile : Giancarlo Cavalieri
- Francine Morand : Solange Lecavalier
- Jacqueline Magdelaine : Renata Cavalieri
- Normand Fauteux : Pierre Lecavalier (1987-88)
- Jean Petitclerc : Pierre Lecavalier (1988-89)
- Anne Beaudry : France Lecavalier
- Denys Picard : Roberto Cavalieri
- Sylvie Demers : Bianca Cavalieri
- Marie Mancini : Nina Cavalieri
- Janine Fluet : Maria-Angelina Lombardo
- Marcello Pansera : Ricardo Donatto
- Mireille Métellus : Marie-Marthe Étienne
- Suzanne Champagne : Mme Riendeau
- Jean-Paul Kingsley : Octave Brouillette
- Jean Olivier : Jean-François
- Patrick Peuvion : Giordano Lombardo
- Henri Saint-Fleur : Philippe Étienne
- Yvette Thuot : Lucie D'Agostino
- Monique Vermont : Mado Laflamme
- Gisèle Trépanier : Mme Boileau